# Blažo
Blažo je moško osebno ime.

## Izvor imena
Ime Blažo je različica moškega osebnega imena Blaž.

## Pogostost imena
Po podatkih Statističnega urada Republike Slovenije je bilo na dan 31. decembra 2007 v Sloveniji število moških oseb z imenom Blažo: 30.

## Osebni praznik
Osebe z imenom Blažo lohko godujejo skupaj z Blaži.